# Involuta

Due involute (rosso) di una parabola

In matematica, date due curve {\displaystyle \gamma } e {\displaystyle \delta }, si dice che {\displaystyle \delta } è involuta (o evolvente) di {\displaystyle \gamma }, o che {\displaystyle \gamma } è evoluta di {\displaystyle \delta }, se {\displaystyle \delta } appartiene allo spazio generato dal vettore tangente di {\displaystyle \gamma } per ogni punto del dominio e se gli spazi 1-dimensionali generati dai vettori tangenti di {\displaystyle \gamma } e {\displaystyle \delta } siano ortogonali in tutto il loro dominio. Per esempio la curva dei centri dei cerchi osculatori di {\displaystyle \gamma } è un’evoluta di {\displaystyle \gamma }.
Geometricamente, un'involuta, è un particolare tipo di curva che dipende da un'altra forma o curva. L'involuta di una curva è il luogo dei punti toccati dall'estremo di un pezzo di corda tesa mentre viene avvolta (o srotolata, in modo geometricamente equivalente) attorno alla curva data.
Le involute appartengono alla famiglia di curve chiamate roulette. 
L'evoluta di un'involuta è quindi la curva originaria.
Le nozioni di involuta e di evoluta di una curva furono introdotte da Christiaan Huygens nel suo lavoro intitolato Horologium oscillatorium sive de motu pendulorum ad horologia aptato dimostrationes geometricae (1673).

## Involuta di una curva parametrizzata
Sia {\displaystyle {\vec {c}}(t),\;t\in [t_{1},t_{2}]} una curva regolare sul piano con curvatura mai nulla e {\displaystyle a\in (t_{1},t_{2})}, allora la curva con la rappresentazione parametrica 
{\displaystyle {\vec {C}}_{a}(t)={\vec {c}}(t)-{\frac {{\vec {c}}'(t)}{|{\vec {c}}'(t)|}}\;\int _{a}^{t}|{\vec {c}}'(w)|\;dw}
è un'involuta della curva data.

### Dimostrazione
Aggiungendo di un numero arbitrario ma fisso {\displaystyle l_{0}} all'integrale {\displaystyle \int _{a}^{t}|{\vec {c}}'(w)|\;dw,} risulta in un'involuta corrispondente a una corda estesa di {\displaystyle l_{0}} (come una palla di filo si lana, avente una certa lunghezza di filo già appeso prima che sia svolto). Quindi, l'involuta può variare di una costante {\displaystyle a} e/o aggiungendo un numero all'integrale (vedi involuta di una parabola semicubica). 
Se {\displaystyle {\vec {c}}(t)=(x(t),y(t))^{T}} si ottiene 
{\displaystyle {\begin{aligned}X(t)&=x(t)-{\frac {x'(t)}{\sqrt {x'(t)^{2}+y'(t)^{2}}}}\int _{a}^{t}{\sqrt {x'(w)^{2}+y'(w)^{2}}}\,dw\\Y(t)&=y(t)-{\frac {y'(t)}{\sqrt {x'(t)^{2}+y'(t)^{2}}}}\int _{a}^{t}{\sqrt {x'(w)^{2}+y'(w)^{2}}}\,dw.\end{aligned}}}

## Proprietà delle involute

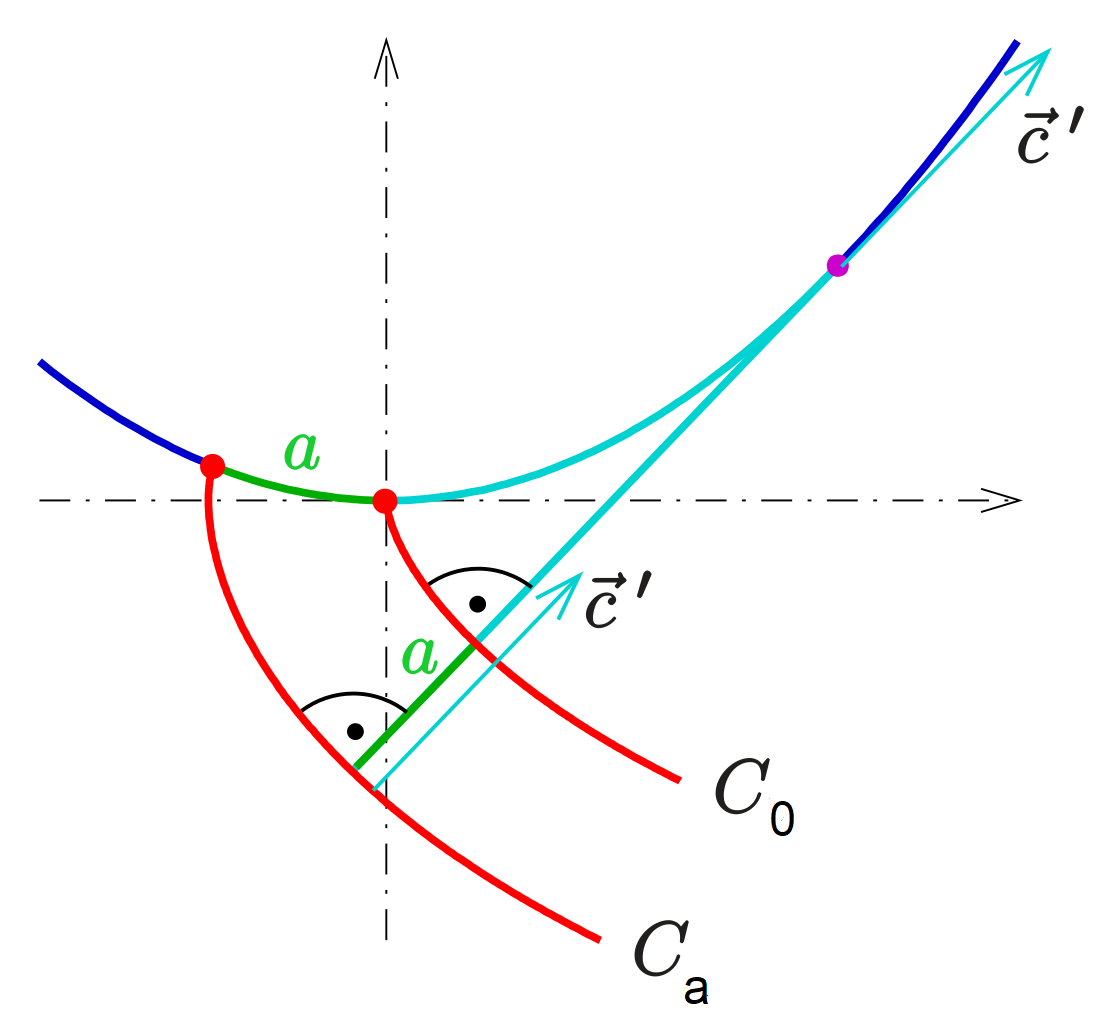
Involuta: proprietà. Gli angoli rappresentati sono di 90 gradi.

Per ricavare le proprietà di una curva regolare è vantaggioso utilizzare la lunghezza dell'arco {\displaystyle s} come il parametro della curva assegnata, che porta alle seguenti semplificazioni: {\displaystyle |{\vec {c}}'(s)|=1\;} e {\displaystyle {\vec {c}}''(s)=\kappa (s){\vec {n}}(s)}, con {\displaystyle \kappa } la curvatura e {\displaystyle {\vec {n}}} l'unità normale. Si ottiene per l'involuta: 
{\displaystyle {\vec {C}}_{a}(s)={\vec {c}}(s)-{\vec {c}}'(s)(s-a)} e
{\displaystyle {\vec {C}}_{a}'(s)=-{\vec {c}}''(s)(s-a)=-\kappa (s){\vec {n}}(s)(s-a)}
oltre al seguente risultato: 
- nel punto {\displaystyle {\vec {C}}_{a}(a)} l'involuta non è regolare (perché {\displaystyle |{\vec {C}}_{a}'(a)|=0}).

Da {\displaystyle {\vec {C}}_{a}'(s)\cdot {\vec {c}}'(s)=0} segue che: 
- La normale dell'involuta al punto {\displaystyle {\vec {C}}_{a}(s)} è la tangente della curva data nel punto {\displaystyle {\vec {c}}(s)}.
- Le involute sono curve parallele, poiché {\displaystyle {\vec {C}}_{a}(s)={\vec {C}}_{0}(s)+a{\vec {c}}'(s)} e poiché {\displaystyle {\vec {c}}'(s)} è il vettore unitario normale a {\displaystyle {\vec {C}}_{0}(s)}.

## Esempi

### Involuta di una circonferenza

Involuta di una circonferenza

Per una circonferenza con rappresentazione parametrica {\displaystyle (r\cos(t),r\sin(t))}, si ha {\displaystyle {\vec {c}}'(t)=(-r\sin t,r\cos t)}. Quindi {\displaystyle |{\vec {c}}'(t)|=r} e la lunghezza del percorso è {\displaystyle r(t-a)}. 
Calcolando l'equazione sopra indicata dell'involuta, si ottiene 
{\displaystyle {\begin{aligned}X(t)&=r(\cos t+(t-a)\sin t)\\Y(t)&=r(\sin t-(t-a)\cos t)\end{aligned}}}
per l'equazione parametrica dell'involuta della circonferenza.

Involute di una parabola semicubica (blu). Solo la curva rossa è una vera parabola.

La lunghezza dell'arco per {\displaystyle a=0} e {\displaystyle 0\leq t\leq t_{2}} dell'involuta è 
{\displaystyle L={\frac {r}{2}}t_{2}^{2}.}

### Involute di una parabola semicubica
L'equazione parametrica {\displaystyle {\vec {c}}(t)=({\frac {t^{3}}{3}},{\frac {t^{2}}{2}})}, l'equazione dell'involuta è quindi
{\displaystyle {\begin{aligned}X(t)&=-{\frac {t}{3}}\\Y(t)&={\frac {t^{2}}{6}}-{\frac {1}{3}}.\end{aligned}}}
Eliminando {\displaystyle t} si ottiene {\displaystyle Y={\frac {3}{2}}X^{2}-{\frac {1}{3}},} dimostrando che questa involuta è una parabola. 
Le altre involute sono quindi curve parallele di una parabola e non sono parabole, poiché sono curve di grado sei. 

L'involuta (rossa) di una catenaria (blu) è una trattrice.

### Involute di una catenaria
Per la catenaria {\displaystyle (t,\cosh t)}, il vettore tangente è {\displaystyle {\vec {c}}'(t)=(1,\sinh t)}, e come {\displaystyle 1+\sinh ^{2}t=\cosh ^{2}t,} la sua lunghezza è {\displaystyle |{\vec {c}}'(t)|=\cosh t} . Quindi la lunghezza dell'arco dal punto (0, 1) è {\displaystyle \textstyle \int _{0}^{t}\cosh w\,dw=\sinh t.}
Quindi l'involuta a partire da {\displaystyle (0,1)} è parametrizzata da 
{\displaystyle (t-\tanh t,1/\cosh t),}
ed è quindi una trattrice. 
Le altre involute non sono trattrici, poiché sono curve parallele di una trattrice.

Involute di una parabola semicubica (blu). Solo la curva rossa è una vera parabola.

### Involute di una cicloide
La rappresentazione parametrica {\displaystyle {\vec {c}}(t)=(t-\sin t,1-\cos t)} descrive una cicloide. A partire dal {\displaystyle {\vec {c}}'(t)=(1-\cos t,\sin t)}, si ottiene (dopo aver usato alcune formule trigonometriche) 
{\displaystyle |{\vec {c}}'(t)|=2\sin {\frac {t}{2}},}
e
{\displaystyle \int _{\pi }^{t}2\sin {\frac {w}{2}}\,dw=-4\cos {\frac {t}{2}}.}
Quindi le equazioni dell'involuta corrispondente sono 
{\displaystyle {\begin{aligned}X(t)&=-{\frac {t}{3}}\\Y(t)&={\frac {t^{2}}{6}}-{\frac {1}{3}}.\end{aligned}}}
che descrivono la cicloide rossa spostata del diagramma. Quindi le involute della cicloide {\displaystyle (t-\sin t,1-\cos t)} sono curve parallele della cicloide 
{\displaystyle (t-\tanh t,1/\cosh t).}
Le curve parallele di una cicloide non sono cicloidi.

## Involute ed evolute
L'evoluta di una data curva {\displaystyle c_{0}} è costituita dai centri di curvatura di {\displaystyle c_{0}}. Tra involute ed evolute vale la seguente relazione:
Una curva è l'evoluta di una qualsiasi delle sue evolventi (involute).

Involuta ed evoluta
Una trattrice (in rosso) come un'involuta di una catenaria
L'evoluta di una trattrice è una catenaria

## Applicazioni
L'involuta ha alcune proprietà che lo rendono estremamente importante per l'industria degli ingranaggi: se due ingranaggi a maglie incrociate hanno denti con la forma del profilo di involute (piuttosto che, ad esempio, una forma triangolare tradizionale), formano un sistema di ingranaggi a spirale. Le loro velocità di rotazione relative sono costanti mentre i denti sono impegnati. Gli ingranaggi inoltre entrano sempre in contatto lungo un'unica linea di forza costante. Con denti di altre forme, le velocità e le forze relative aumentano e diminuiscono quando i denti successivi si impegnano, provocando vibrazioni, rumore e usura eccessiva. Per questo motivo, quasi tutti i moderni ingranaggi hanno la forma a evolvente.

Meccanismo di un compressore scroll